# Prăjitură

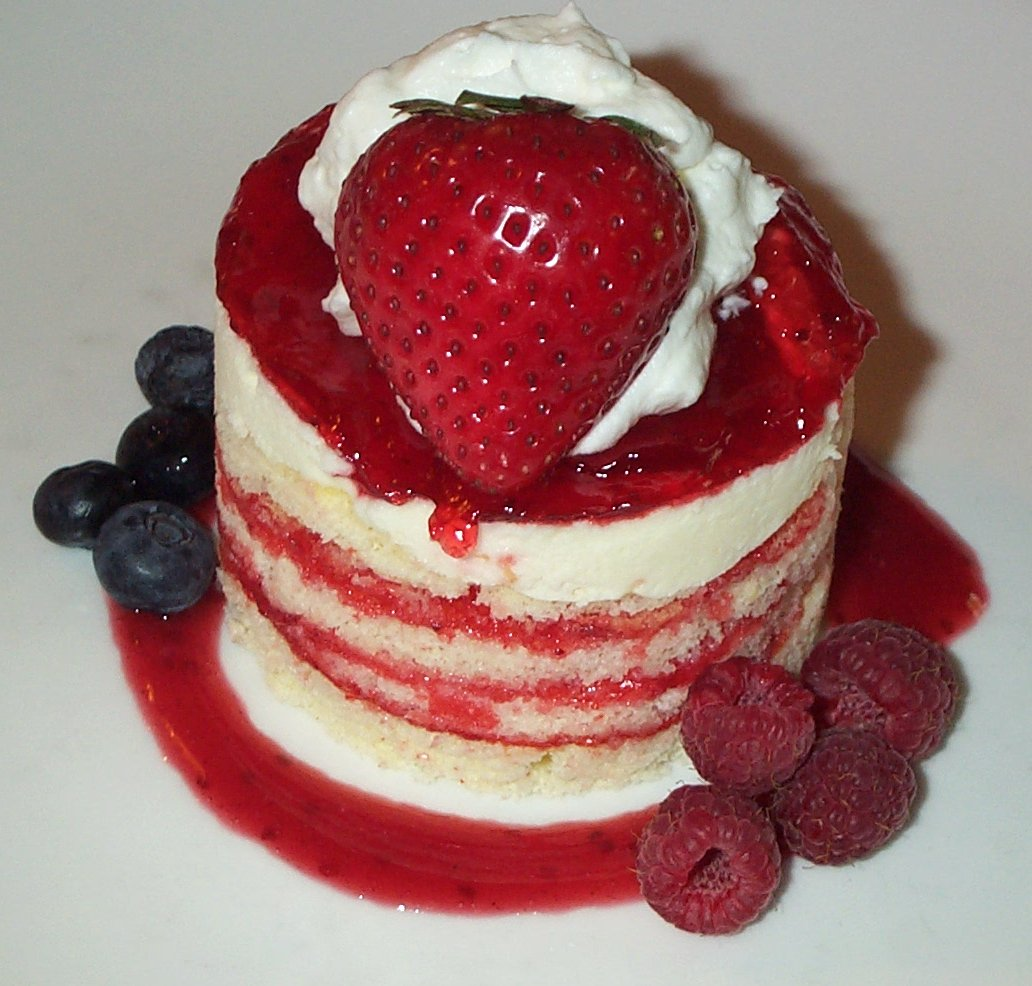
Prăjitură

Prăjitura este un fel de pâine, în formele sale moderne fiind, de obicei, un desert dulce copt la cuptor. În formele sale mai vechi, prăjiturile erau în mod normal pâine prăjită cu brânză și aveau de obicei o formă de disc. A determina dacă un anumit produs alimentar ar trebui să fie clasificat drept pâine, prăjitură sau produs de patiserie poate fi un lucru dificil.
Prăjiturile moderne, în special cele cu mai multe straturi, conțin de obicei o combinație de făină, zahăr, ouă și unt sau ulei, toate amestecate cu alte lichide (de obicei, lapte sau apă) și afânători (ca drojdia sau praful de copt). Pot fi adăugate și ingrediente aromate, cum ar fi piureuri de fructe, nuci, fructe uscate sau confiate; de multe ori se adaugă și numeroase substanțe substituente ale acestor ingrediente primare. Prăjiturile sunt adesea pline cu fructe conservate, creme sau unt și decorate cu marțipan sau fructe confiate.
De multe ori intră în componența meselor de la unele ceremonii, cum ar fi nunți, aniversări și zile de naștere.